# Таємниця Зеленого острова
«Таємниця Зеленого острова» — радянський туркменський художній фільм 1984 року. Для дитячої аудиторії. Велика роль у фільмі відведена різноманітній природі Туркменії.

## Сюжет
Двоє друзів Мурад і Селім мріють про морські подорожі, але живуть вони не у моря, а поруч з великою пустелею. Побудувавши вітрильник пустелі — буєр, вони відправляються «на всіх вітрилах» в «плавання» по піщаному морю, яке колись в давні часи було дном моря сьогодення. Налетіла пилова буря, піднявши маленький буєр на повітря, переносить хлопців в красиву оазу — зелений острів серед пісків. Прокинувшись, хлопчики знаходять свій буєр розбитим. Розмірковуючи над ситуацією, що склалася, вони помічають, що якийсь таємничий незнайомець допомагає їм, залишаючись непоміченим. Цим «незнайомцем» виявляється місцева дівчинка Гозель. Знайомлячи міських жителів Селіма і Мурада з різноманітним тваринним і рослинним світом оази, вона намагається навчити їх головному закону цього Зеленого острова: «Нікого не чіпай — і ніхто тебе не чіпатиме».

## У ролях
- Бегеч Курбандурдиєв — Мурад
- Мердан Довлетов — Селім
- Джаміле Імамова — Гозель
- Хоммат Муллик — Кара Караєвич
- Баба Аннанов — лікар Алан

## Знімальна група
- Сценарій: Лев Аркадьєв, Аркадій Ковтун
- Режисер-постановник: Мухамед Союнханов
- Оператор-постановник: Едуард Реджепов
- Художник-постановник: Михайло Борисов
- Звукооператор: Олена Звягінцева
- Режисер: Аман Довлетов
- Оператор: Рашид Реджепов
- Композитор: Мурат Атаєв